# Lomographa eximia
Lomographa eximia är en fjärilsart som beskrevs av Eugen Wehrli 1939. Lomographa eximia ingår i släktet Lomographa och familjen mätare. Inga underarter finns listade i Catalogue of Life.